# A Katalán Zene Palotája

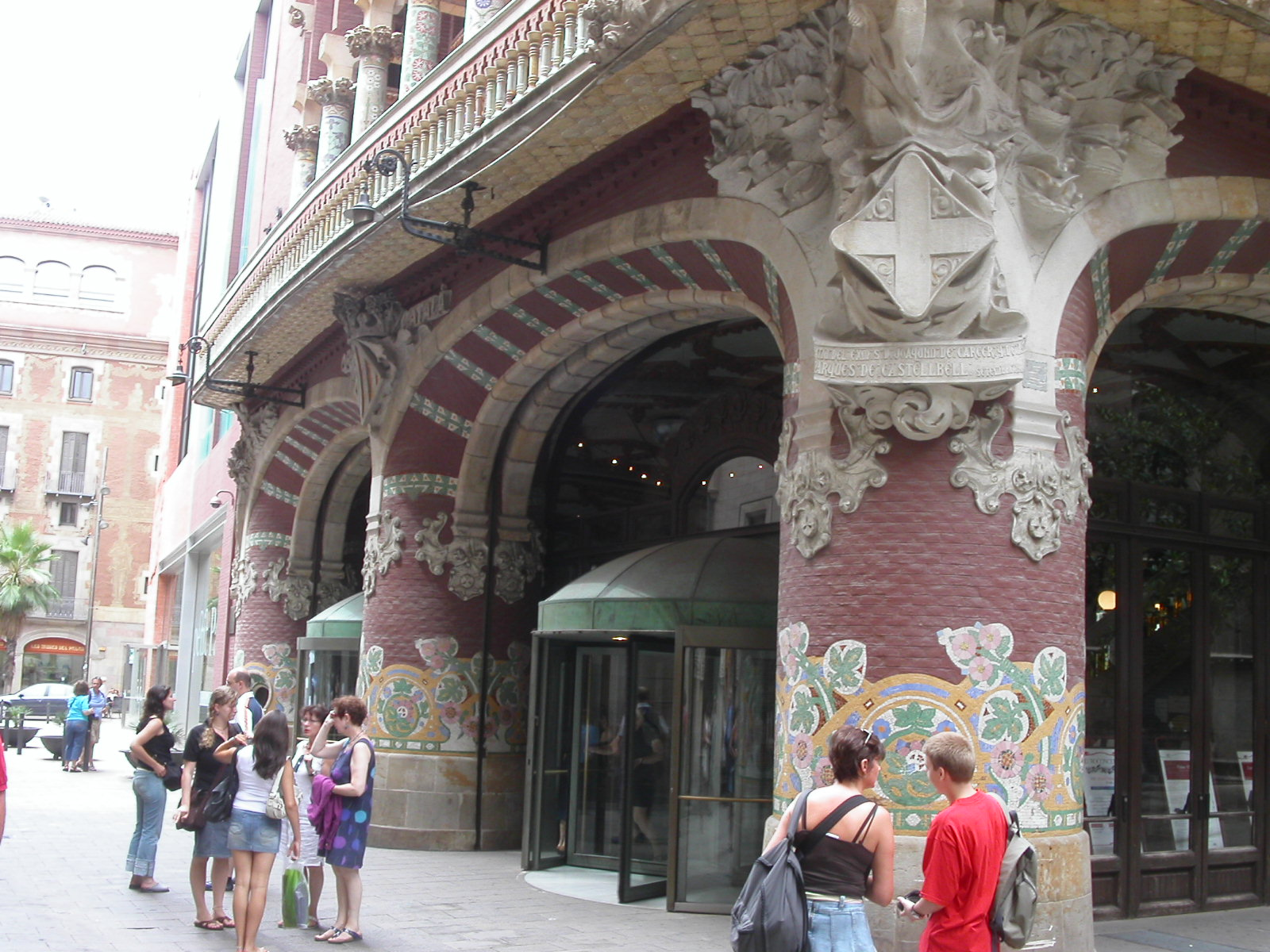
Bejárat

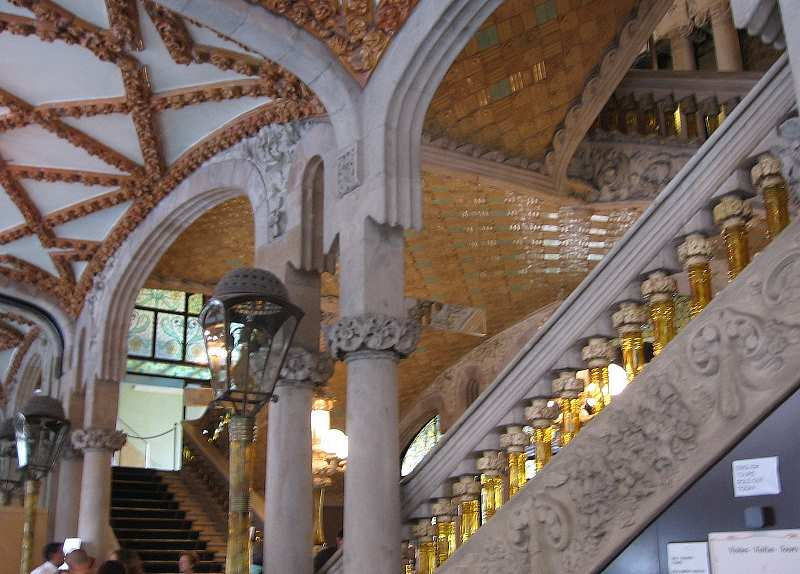
Lépcsőház

A Katalán Zene Palotája (katalánul Palau de La Música Catalana, spanyolul Palacio de la Música Catalana) Lluís Doménech i Montaner, a szecesszió Gaudí és Puig y Cadafalch mellett harmadik ismert katalán alkotója, illetve annak elméleti megalapozója által tervezett koncertterem, melyet 1905-ben kezdtek el építeni és 1908-ban avattak fel.
Barcelonában, a Calle de Amadeo Vives és a Calle Alta de San Pedro sarkán áll, a Calle de Sant Pere Mes Alt 11 szám alatt.
Kezdetben az Orfeó Catalá nevű kórusnak kívántak otthont teremteni vele, de ma már az azonos nevű intézmény székhelye is. Magát a kórust Lluís Millet és Amadeu Vives alapította 1891-ben a katalán zene újjászületésére irányuló szándékok által vezérelve.
A Katalán Zenepalota egyike a legfontosabb modernista alkotásoknak a városban. Az épületet vörös klinkertégla, rikító mozaikdíszítés fedi, mely Lluís Brú munkája.
A földszinten árkádsor és kovácsoltvas ablakrácsok díszítik – a kor divatjaként – az épületet. Felettük bábos korlát látható.  A homlokzaton mellszobrok sorakoznak, melyek Shakespeare, Beethoven, Molière és Talma alakját ábrázolják. Az épület sarkán a Népdal (Canción Popular) szoborcsoportját Miquel Blay, neves katalán szobrászművész alkotta. A műalkotás azt szimbolizálja, hogy az éneklés, a dal mindenkié. Figyelemreméltó a sok oszlop is, mely rendkívüli változatosságot mutat, különböző népek formavilágát eleveníti fel.
Az épület kupolája barna – fehér – kék csempével kirakott, terrakotta színű keresztek rajzolatával tarkított.
Az épület belső díszítése is tükrözi a katalán modernizmus jegyeit, a belső tér színes kerámiamozaikok, kristályüveg berakások, ornamentikus, növényi minták felhasználásával válik hatásossá. Előcsarnokában Massot falfestményében gyönyörködhet a látogató, s innen juthat át a nagy koncertterembe.
Maga a terem egyike a legnagyobbaknak a kontinensen, Pau Gargallo és Dídac Massana szobrai adják dekorációját. Bal oldalon a Clavé és a Május virágai című szobrok, jobb oldalon Beethoven mellszobra látható.  Figyelmet érdemel a wagneri Walkürök szoborcsoportja is. A koncertterem látványos mennyezeti világítóteste Rigalt i Granell munkája.
Az UNESCO az épületnek 1987-ben adományozta a világörökség része címet.
1982–1989 között Oscar Tusquets végzett újításokat a zenepalotán, majd 1999–2004 között megújult homlokzata. Jelenleg látogatható műemlék.